# عرب وینگز
عرب وینگز (به انگلیسی: Arab Wings) یک شرکت هواپیمایی است که در تاریخ ۱۹۷۵ میلادی تأسیس شده است.
دفتر مرکزی عرب وینگز در امان، اردن واقع شده‌است.